# Alan Napier
Alan William Napier-Clavering (Birmingham, 7 de enero de 1903-Santa Mónica, 8 de agosto de 1988), más conocido como Alan Napier, fue un actor inglés. Tras una década en el teatro del West End, desarrolló una larga carrera cinematográfica en Gran Bretaña y más tarde en Hollywood. Napier es recordado sobre todo por interpretar a Alfred Pennyworth, el mayordomo de Bruce Wayne en la serie de televisión de acción de Batman de los años sesenta.

## Biografía

### Primeros años y carrera
Napier era primo hermano, del entonces destituido Neville Chamberlain,primer ministro de Gran Bretaña de 1937 a 1940. Fue educado en la Packwood Haugh School y, tras dejar Clifton College, estudió en la Real Academia de Arte Dramático, graduándose en 1925.
Debutó en los escenarios estadounidenses como protagonista romántico junto a Gladys George en Lady in Waiting.Aunque su carrera cinematográfica había comenzado en Gran Bretaña en la década de 1930, tuvo muy poco éxito ante las cámaras hasta que se unió a la comunidad de expatriados británicos en Hollywood en 1941. Allí coincidió con gente como James Whale, exjugador de Oxford. Apareció en películas como Random Harvest (1942), Cat People (1942) y The Uninvited (1944). En La canción de Bernadette (1943), interpretó al psiquiatra éticamente cuestionable que es contratado para declarar a Bernadette enferma mental. También interpretó al despiadado conde de Warwick en Juana de Arco (1948). Actuó en dos películas de Shakespeare: Macbeth (1948), de Orson Welles, en la que interpretó a un sacerdote que Welles añadió a la historia y que decía frases pronunciadas originalmente por otros personajes, y Julio César (1953), de MGM, en el papel de Cicerón. Interpretó al Sr. Rutland en la película de Hitchcock Marnie (1964).
En 1949, hizo una aparición en la efímera serie antológica de televisión Your Show Time como Sherlock Holmes, en una adaptación de "The Adventure of the Speckled Band". En la década de 1950, apareció en televisión en cuatro episodios de Alfred Hitchcock Presents y actuó como estrella invitada en la serie del oeste de Dale Robertson en la NBC Tales of Wells Fargo. Tuvo un papel recurrente como General Steele en la comedia de situación de 1962-1963 ¡No me llames Charlie!

### Batman
En 1965, fue el primero en formar parte del reparto de la serie de televisión de Batman, como Alfred, el fiel mayordomo de Bruce Wayne, papel que desempeñó hasta la cancelación de la serie en 1968.

Nunca había leído cómics antes [de que me contrataran para Batman]. Mi agente me llamó y me dijo: 'Creo que vas a actuar en "Batman"'. Yo le dije: '¿Qué es "Batman"?'. Él dijo: '¿No lees los cómics?' Yo dije: 'No, nunca'. Me dijo: 'Creo que vas a ser el mayordomo de Batman'. Le dije: "¿Cómo sé que quiero ser el mayordomo de Batman? Era la cosa más ridícula que jamás había oído. Él dijo: 'Puede valer más de $ 100.000.' Así que dije que era el mayordomo de Batman.

La versión de Jack Nicholson del Guasón (Joker) en la película Batman de 1989 se llamó Jack Napier en su honor.

### Vida posterior y carrera
La carrera de Napier se prolongó hasta la década de 1980 con papeles en televisión, como las miniseries QB VII, The Bastard y Centennial, y el drama The Paper Chase. Se retiró en 1981, a los 78 años.
A principios de 1988, Napier apareció en el programa nocturno The Late Show como parte de una reunión del reparto superviviente de Batman, a pesar de estar en silla de ruedas. Su compañera de reparto, Yvonne Craig, dijo que el programa estaba sobrecargado, y cuando el presentador, Ross Shafer, por fin se fijó en Napier, fue sólo para hacerle una pregunta tonta, y luego le cortó bruscamente mientras contaba una historia, para enfado de Napier. Napier no participó en la posterior reunión del reparto celebrada antes de su muerte.

### Muerte
Napier sufrió un derrame cerebral en 1987, fue hospitalizado a partir de junio de 1988 y estuvo gravemente enfermo durante varios días antes de su muerte por causas naturales el 8 de agosto de 1988, en el Berkeley East Convalescent Hospital de Santa Mónica, California. Tenía 85 años.

## Familia
Napier estuvo casado dos veces. Su segunda esposa, Aileen Dickens Hawksley, era bisnieta del novelista Charles Dickens. La hija de Hawsley de un matrimonio anterior, la actrizJennifer Raine, era la madre del ex actor infantil Brian Forster, más conocido como "Chris Partridge" en el programa de televisión de los años setenta The Partridge Family.

## Filmografía parcial

### Créditos televisivos parciales
- Alfred Hitchcock presenta (1955) Temporada 1 Episodio 5: " Into Thin Air ", también conocido como "The Vanishing Lady" como Sir Everett
- Alfred Hitchcock presenta (1956) Temporada 1 Episodio 26: "Whodunit" como Wilfred - The Recording Angel
- Alfred Hitchcock presenta (1957) Temporada 2 Episodios 25, 26, 27: " Maté al conde " Parte 1, Parte 2, Parte 3 como Lord Sorrington
- Alfred Hitchcock presenta (1959) Temporada 4 Episodio 24: "Las esmeraldas de Avon" como Sir Charles Harrington
- ¡No me llames Charlie! (serie de televisión de 1962-1963), papel recurrente como el general Steele
- Twilight Zone (1963) episodio " Pasaje de Lady Anne " como el Capitán. Protéroe
- Daniel Boone (serie de televisión de 1964) (1965) T1/E26-27 "El cumpleaños de Caín" (Partes 1 y 2) como el Coronel. Cráter Sir Hubert
- Daniel Boone (serie de televisión de 1964) (1965) T2/E13 "El viaje peligroso" como Lord Brisbane
- Batman (1966-1968) como Alfred Pennyworth
- The Beverly Hillbillies (1967) episodio "The Clampetts In London" como químico
- Lado de hierro (1970, 1973, 1974)
- QB VII (miniserie de 1974) como Semple
- The Bastard (miniserie de 1978) como Dr. Bleeker
- Centenario (miniserie de 1979) como Lord Venneford